# Washington Wizards 2019-2020
La stagione 2019-2020 dei Washington Wizards è stata la 59ª stagione della franchigia nella NBA e la 47ª a Washington.
L'11 marzo 2020, la stagione NBA è stata interrotta per via della pandemia di COVID-19, dopo che il giocatore degli Utah Jazz Rudy Gobert è stato trovato positivo al virus.
Il 4 giugno, i Wizards, con la decisione da parte del NBA di terminare la stagione, non riescono a far parte delle 22 squadre qualificate e ancora in lotta per i playoff.

## Maglie
Lo Sponsor tecnico, come per tutte le squadre NBA, è Nike, mentre GEICO è l'unico sponsor sulla canotta. 
| Bianca | Rossa | Blu | City edition |

## Draft
| Giro | Scelta | Giocatore     | Ruolo | Nazionalità | Università/Squadra |
| ---- | ------ | ------------- | ----- | ----------- | ------------------ |
| 1    | 9      | Rui Hachimura | AG    | Giappone    | Gonzaga Bulldogs   |

## Roster
| \| Pos. \| Num. \| Naz. \| Nome \| Altezza \| Peso \| Data nascita \| Provenienza \| \| ---- \| ---- \| ---------------------------------------------- \| ---------------------- \| ------- \| ------ \| ------------ \| -------------- \| \| AP \| 1 \| Stati Uniti (bandiera) \| Schofield, Admiral \| 198 cm \| 109 kg \| 30–03–1997 \| Tennessee \| \| G \| 3 \| Stati Uniti (bandiera) \| Beal, Bradley (C) \| 196 cm \| 94 kg \| 28–06–1993 \| Florida \| \| AP \| 6 \| Stati Uniti (bandiera) \| Brown, Troy Jr. (GL) \| 201 cm \| 98 kg \| 28–07–1999 \| Oregon \| \| C \| 13 \| Stati Uniti (bandiera) \| Bryant, Thomas \| 208 cm \| 112 kg \| 31–07–1997 \| Indiana \| \| AG \| 8 \| Giappone (bandiera) \| Hachimura, Rui \| 203 cm \| 104 kg \| 08–02–1998 \| Gonzaga \| \| P \| 5 \| Stati Uniti (bandiera) · Porto Rico (bandiera) \| Napier, Shabazz \| 183 cm \| 79 kg \| 14–07–1991 \| Connecticut \| \| AG \| 7 \| Stati Uniti (bandiera) \| Uthoff, Jarrod \| 206 cm \| 100 kg \| 19–05–1993 \| Iowa \| \| G \| 20 \| Stati Uniti (bandiera) \| Payton, Gary \| 191 cm \| 85 kg \| 01–12–1992 \| Oregon State \| \| C \| 28 \| Francia (bandiera) \| Mahinmi, Ian \| 211 cm \| 119 kg \| 05–11–1986 \| Francia \| \| G \| 12 \| Stati Uniti (bandiera) \| Robinson, Jerome \| 196 cm \| 85 kg \| 22-02-1997 \| Boston College \| \| P \| 14 \| Stati Uniti (bandiera) \| Smith, Ish \| 183 cm \| 79 kg \| 05–07–1988 \| Wake Forest \| \| G \| 17 \| Germania (bandiera) \| Bonga, Isaac \| 203 cm \| 83 kg \| 08–11–1999 \| Germania \| \| AG/C \| 18 \| Lettonia (bandiera) \| Pasečņiks, Anžejs \| 218 cm \| 104 kg \| 20–12–1995 \| Lettonia \| \| AG \| 21 \| Germania (bandiera) \| Wagner, Moritz \| 211 cm \| 111 kg \| 26–04–1996 \| Michigan \| \| G \| 22 \| Stati Uniti (bandiera) \| Grant, Jerian \| 193 cm \| 93 kg \| 09–10–1992 \| Notre Dame \| \| G \| 24 \| Stati Uniti (bandiera) \| Mathews, Garrison (TW) \| 196 cm \| 93 kg \| 24–10–1996 \| Lipscomb \| \| G \| 2 \| Stati Uniti (bandiera) \| Wall, John \| 193 cm \| 95 kg \| 06–09–1990 \| Kentucky \| \| AG \| 42 \| Lettonia (bandiera) \| Bertāns, Dāvis \| 208 cm \| 95 kg \| 12–11–1992 \| Lettonia \| | Allenatore - Scott Brooks Assistente/i - Tony Brown - Jarell Christian - Corey Gaines - Robert Pack - Mike Terpstra - Mike Longabardi Legenda - (C) Capitano - (FA) Free agent - (S) Sospeso - (TW) Contratto Two-way - (GL) Assegnato a squadra G League affiliata - Infortunato Roster • Transazioni · Ultima transazione: 11–11–2020 |                                                |                        |         |        |              |                |
| Pos. | Num. | Naz.                                           | Nome                   | Altezza | Peso   | Data nascita | Provenienza    |
| AP | 1 | Stati Uniti (bandiera)                         | Schofield, Admiral     | 198 cm  | 109 kg | 30–03–1997   | Tennessee      |
| G | 3 | Stati Uniti (bandiera)                         | Beal, Bradley (C)      | 196 cm  | 94 kg  | 28–06–1993   | Florida        |
| AP | 6 | Stati Uniti (bandiera)                         | Brown, Troy Jr. (GL)   | 201 cm  | 98 kg  | 28–07–1999   | Oregon         |
| C | 13 | Stati Uniti (bandiera)                         | Bryant, Thomas         | 208 cm  | 112 kg | 31–07–1997   | Indiana        |
| AG | 8 | Giappone (bandiera)                            | Hachimura, Rui         | 203 cm  | 104 kg | 08–02–1998   | Gonzaga        |
| P | 5 | Stati Uniti (bandiera) · Porto Rico (bandiera) | Napier, Shabazz        | 183 cm  | 79 kg  | 14–07–1991   | Connecticut    |
| AG | 7 | Stati Uniti (bandiera)                         | Uthoff, Jarrod         | 206 cm  | 100 kg | 19–05–1993   | Iowa           |
| G | 20 | Stati Uniti (bandiera)                         | Payton, Gary           | 191 cm  | 85 kg  | 01–12–1992   | Oregon State   |
| C | 28 | Francia (bandiera)                             | Mahinmi, Ian           | 211 cm  | 119 kg | 05–11–1986   | Francia        |
| G | 12 | Stati Uniti (bandiera)                         | Robinson, Jerome       | 196 cm  | 85 kg  | 22-02-1997   | Boston College |
| P | 14 | Stati Uniti (bandiera)                         | Smith, Ish             | 183 cm  | 79 kg  | 05–07–1988   | Wake Forest    |
| G | 17 | Germania (bandiera)                            | Bonga, Isaac           | 203 cm  | 83 kg  | 08–11–1999   | Germania       |
| AG/C | 18 | Lettonia (bandiera)                            | Pasečņiks, Anžejs      | 218 cm  | 104 kg | 20–12–1995   | Lettonia       |
| AG | 21 | Germania (bandiera)                            | Wagner, Moritz         | 211 cm  | 111 kg | 26–04–1996   | Michigan       |
| G | 22 | Stati Uniti (bandiera)                         | Grant, Jerian          | 193 cm  | 93 kg  | 09–10–1992   | Notre Dame     |
| G | 24 | Stati Uniti (bandiera)                         | Mathews, Garrison (TW) | 196 cm  | 93 kg  | 24–10–1996   | Lipscomb       |
| G | 2 | Stati Uniti (bandiera)                         | Wall, John             | 193 cm  | 95 kg  | 06–09–1990   | Kentucky       |
| AG | 42 | Lettonia (bandiera)                            | Bertāns, Dāvis         | 208 cm  | 95 kg  | 12–11–1992   | Lettonia       |

## Classifiche

### Southeast Division
| Southeast Division | Southeast Division | Southeast Division | Southeast Division | Southeast Division | Southeast Division | Southeast Division | Southeast Division | Southeast Division |
| Squadra            | V                  | S                  | V%                 | PR                 | Casa               | Trasf              | Div                | PG                 |
| ------------------ | ------------------ | ------------------ | ------------------ | ------------------ | ------------------ | ------------------ | ------------------ | ------------------ |
| y - Miami Heat     | 44                 | 29                 | .603               | 12,0               | 29–7               | 15–22              | 10–4               | 73                 |
| x - Orlando Magic  | 33                 | 40                 | .452               | 23,0               | 18–17              | 15–23              | 9–5                | 73                 |
| Wash. Wizards      | 25                 | 47                 | .347               | 30,5               | 16–20              | 9–27               | 5–9                | 72                 |
| Charlotte Hornets  | 23                 | 42                 | .354               | 29,0               | 10–21              | 13–21              | 2–7                | 65                 |
| Atlanta Hawks      | 20                 | 47                 | .299               | 33,0               | 14–20              | 6–27               | 6–7                | 67                 |

### Eastern Conference
| Eastern Conference | Eastern Conference     | Eastern Conference | Eastern Conference | Eastern Conference | Eastern Conference | Eastern Conference |
| #                  | Squadra                | V                  | S                  | V%                 | PR                 | PG                 |
| ------------------ | ---------------------- | ------------------ | ------------------ | ------------------ | ------------------ | ------------------ |
| 1                  | z - Milwaukee Bucks *  | 56                 | 17                 | .767               | –                  | 73                 |
| 2                  | y - Toronto Raptors *  | 53                 | 19                 | .736               | 2,5                | 72                 |
| 3                  | x - Boston Celtics     | 48                 | 24                 | .667               | 7,5                | 72                 |
| 4                  | x - Indiana Pacers     | 45                 | 28                 | .616               | 11,0               | 73                 |
| 5                  | y - Miami Heat *       | 44                 | 29                 | .603               | 12,0               | 73                 |
| 6                  | x - Philadelphia 76ers | 43                 | 30                 | .589               | 13,0               | 73                 |
| 7                  | x - Brooklyn Nets      | 35                 | 37                 | .486               | 20,5               | 72                 |
| 8                  | x - Orlando Magic      | 33                 | 40                 | .452               | 23,0               | 73                 |
|                    |                        |                    |                    |                    |                    |                    |
| 9                  | Wash. Wizards          | 25                 | 47                 | .347               | 30,5               | 72                 |
| 10                 | Charlotte Hornets      | 23                 | 42                 | .354               | 29,0               | 65                 |
| 11                 | Chicago Bulls          | 22                 | 43                 | .338               | 30,0               | 65                 |
| 12                 | N.Y. Knicks            | 21                 | 45                 | .318               | 31,5               | 66                 |
| 13                 | Detroit Pistons        | 20                 | 46                 | .303               | 32,5               | 66                 |
| 14                 | Atlanta Hawks          | 20                 | 47                 | .299               | 33,0               | 67                 |
| 15                 | Cleveland Cavaliers    | 19                 | 46                 | .292               | 33,0               | 65                 |

## Mercato

### Free Agency

#### Acquisti
| Data       | Giocatore          | Contratto              | Provenienza        |
| ---------- | ------------------ | ---------------------- | ------------------ |
| 03/07/2019 | Garrison Mathews   | Two-Way                | Lipscomb Bisons    |
| 09/07/2019 | Ish Smith          | 2 anni - 12 milioni $  | Detroit Pistons    |
| 10/07/2019 | Isaiah Thomas      | 1 anno - 2,3 milioni $ | Denver Nuggets     |
| 13/07/2019 | Justin Robinson    | 1 anno - 395000 $      | Virg. Tech Hokies  |
| 26/07/2019 | Phil Booth         | 10 day                 | Villanova Wildcats |
| 26/09/2019 | Chris Chiozza      | Two-Way                | Houston Rockets    |
| 16/10/2019 | Anžejs Pasečņiks   | 3 anni - 3,7 milioni $ | Gran Canaria       |
| 23/12/2019 | Gary Payton        | 2 anni - 1,3 milioni $ | South Bay Lakers   |
| 26/12/2019 | Johnathan Williams | 1 anno - 825000 $      | Mac. Rishon LeZion |

#### Cessioni
| Data       | Giocatore          | Motivo     | Nuova squadra    |
| ---------- | ------------------ | ---------- | ---------------- |
| 01/07/2019 | Trevor Ariza       | Rilasciato | Sacramento Kings |
| 01/07/2019 | Sam Dekker         | Rilasciato | Lokomotiv Kuban' |
| 01/07/2019 | Jeff Green         | Rilasciato | Utah Jazz        |
| 01/07/2019 | Wesley Johnson     | Rilasciato | Panathīnaïkos    |
| 01/07/2019 | Jabari Parker      | Rilasciato | Atlanta Hawks    |
| 01/07/2019 | Bobby Portis       | Rilasciato | N.Y. Knicks      |
| 01/07/2019 | Chasson Randle     | Rilasciato | Tianjin Pioneers |
| 01/07/2019 | Devin Robinson     | Rilasciato | Toronto Raptors  |
| 17/12/2019 | Chris Chiozza      | Tagliato   | Brooklyn Nets    |
| 04/01/2020 | Johnathan Williams | Tagliato   | Galatasaray      |
| 05/01/2020 | Justin Robinson    | Tagliato   | Del. Blue Coats  |
| 12/01/2020 | C.J. Miles         | Tagliato   |                  |

### Scambi
| 20 giugno 2019  | Wash. WizardsDraft rights per Admiral Schofield (2019 #42) Jonathon Simmons | Philadelphia 76ersCash Consideration |
| 6 luglio 2019   | Wash. WizardsDāvis Bertāns (Da San Antonio) | Brooklyn NetsDraft rights per Nemanja Dangubić (2014 #54) (Da San Antonio) Draft rights per Aaron White (2015 #49) (Da Washington)                                                                                   |
| 6 luglio 2019   | San Antonio Spurs DeMarre Carroll (Da Brooklyn) | |
| 6 luglio 2019   | Wash. WizardsC.J. Miles | Memphis GrizzliesDwight Howard |
| 6 luglio 2019   | Wash. WizardsIsaac Bonga (Da Lakers) Jemerrio Jones (Da Lakers) Moritz Wagner (Da Lakers) Scelta 2º giro Draft 2022 (Da Lakers) | L.A. LakersAnthony Davis (Da New Orleans) Scelta 1º giro Draft 2023 (Da New Orleans) |
| 6 luglio 2019   | N.O. Pelicans Lonzo Ball (Da Lakers) Brandon Ingram (Da Lakers) Josh Hart (Da Lakers) Draft rights per De'Andre Hunter (2019 #4) (Da Lakres) Scelta 1º giro Draft 2021 (Da Lakers) Scelta 1º giro Draft 2024 (Da Lakers) Cash Consideration 1,1 milioni $ (Da Washington) Cash Consideration 1,1 milioni $ (Da Lakers) | |
| 7 luglio 2019   | Wash. WizardsScelta 2º giro Draft 2020 Scelta 2º giro Draft 2022 Scelta 2º giro Draft 2023 | Chicago Bulls Tomáš Satoranský |
| 6 febbraio 2020 | Wash. WizardsJerome Robinson (Da Clippers) | N.Y. KnicksMaurice Harkless (Da Clippers) Scelta 1º giro Draft 2020 (Da Clippers) Scelta 1º giro Draft 2021 (Da Clippers) Scelta 2º giro Draft 2020 (Da Detroit via Clippers) Diritti su Issuf Sanon (Da Washington) |
| 6 febbraio 2020 | L.A. Clippers Marcus Morris (Da New York) Isaiah Thomas (Da Washington) | |
| 6 febbraio 2020 | Wash. WizardsShabazz Napier | Denver Nuggets Jordan McRae |